# انعدام العدسة
انعدام العدسة (بالإنجليزية:  Aphakia)‏ هو فقدان عدسة العين بسبب إزالة جراحية أو انثقاب بواسطة جرح أو تقرح أو عيب خلقي.